# Deposizione dalla croce (Pietro Lorenzetti)

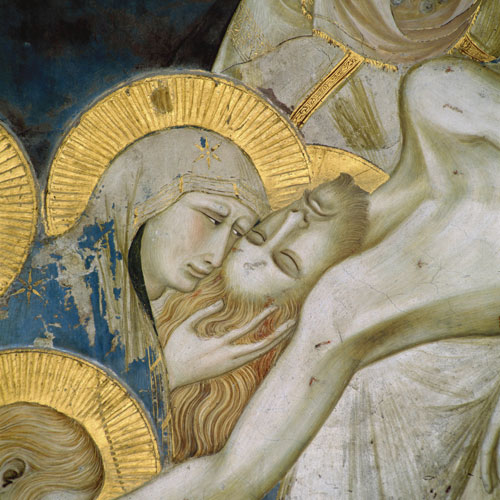
Dettaglio

La Deposizione dalla croce è un affresco di Pietro Lorenzetti, facente parte delle Storie della Passione di Cristo nel transetto sinistro della basilica inferiore di San Francesco ad Assisi. Il ciclo è databile al 1310-1319 circa.

## Descrizione e stile
La scena è la prima sulla parete di fondo è una delle più celebri del ciclo, geniale nell'impostare una composizione asimmetrica, che spinge tutti i personaggi verso sinistra, in una sorta di piramide inclinata, e che lascia a destra la croce nuda.
La folla della Crocifissione si è diradata e solo i personaggi più vicini a Gesù presenziano al suo distacco dalla croce, improvvisando un intenso compianto. A destra Nicodemo, con le tenaglie, è ancora impegnato nello staccare il chiodo dai piedi di Gesù, assistito da Giovanni apostolo che regge le gambe del Cristo. La Maddalena bacia i piedi insanguinati inginocchiandosi a terra e formando col mantello rosso una figura solida e compatta, di stampo particolarmente giottesco. Nuovo è invece il realismo con cui è trattato il corpo di Gesù, scarno e disarticolato dal supplizio, che viene come trascinato via dai dolenti, in un fluido movimento di corpi. Quasi "stirato", viene presentato ricorrendo a linee spezzate. Giuseppe d'Arimatea, da una scala, lo tiene per la vita e la bellissima testa è retta da Maria, che carezza i capelli biondi del figlio fluttuanti in una morbida cascata, assistita da due delle Marie: una bacia una mano di Gesù e l'altra avvicina le mani al viso in un gesto di viva disperazione. Gli occhi della Madonna si assottigliano nel fissare quelli chiusi del figlio, posti alla medesima altezza in una studiata corrispondenza. 
Il dolore e l'affetto verso il Cristo appaiono concatenati nei gesti e negli sguardi dei vari personaggi. 
La cura realistica dei dettagli si manifesta nelle macchie di sangue raggrumato sulla croce e sulla nuda roccia, in corrispondenza di dove gocciolava dalle ferite nelle mani e nei piedi. Si tratta di una precisa indicazione dello svolgersi temporale degli eventi cara al pittore, utilizzata anche in altre scene del ciclo.